# Whist à la couleur
Le whist à la couleur, souvent appelé simplement whist, parfois whist belge en dehors de la Belgique, est un jeu de levées se pratiquant à quatre joueurs avec un jeu de 52 cartes. C’est une des multiples variantes du Whist, elle est restée populaire en Belgique.

## Nombre de joueurs
Le Whist à la couleur se joue généralement à quatre joueurs.
Il est cependant possible de jouer à cinq ou six joueurs, mais à ce moment, il y a un ou deux morts, ces joueurs attendant de pouvoir prendre part à la partie en remplacement d'un ou deux autres selon un cycle à définir, par exemple après un tour complet (quatre) de donnes. Pour faciliter le comptage des points, une solution consiste à grouper le joueur supplémentaire avec l'un des 4 joueurs de base.
La solution avec cinq ou six joueurs n'est pas très intéressante, car le jeu est fort ralenti et de moindre intérêt. Il est préférable d'essayer de constituer deux tables de jeux de quatre personnes.

## Donne
Se fait successivement par chacun en allant vers la gauche (dans le sens horaire). Après avoir mélangé les cartes, mais avant de les distribuer, le donneur fait "couper" le paquet de 52 cartes par son vis-à-vis (ou par le joueur juste à sa droite selon la version du jeu de whist).
Le coupeur peut couper le paquet en 2 ou simplement l'accepter sans le couper.
Ensuite, il distribue 4 cartes à chaque joueur, ensuite 5 et puis 4.
Chaque joueur reçoit donc 13 cartes, hors du paquet de 52.

## But du jeu
Le but du jeu peut être de réaliser le contrat qui a été fixé dans la phase d'annonce ou d'obtenir le maximum de points.
Lors d'un contrat d'emballage entre 2 personnes ou d'un contrat Solo, il faut faire le maximum de plis et au minimum ceux qui sont annoncés.
Jouer seul ou à deux séparément et ne faire aucun pli (petite et grande misère) ou un ou deux plis en jouant le piccolo ou le piccolissimo.

## Valeur des cartes
En ordre décroissant de l'as, roi, dame, valet, dix, etc. jusqu'au deux.

## Valeur des couleurs
De la plus forte à la plus faible, cœur ♥ , carreau ♦ , trèfle ♣, pique ♠ .

## Début du jeu, les annonces
1er tourChaque joueur en partant du premier à gauche du donneur et dans le sens horaire doit annoncer « passe-trou » (il n'a pas trois as) ou « trou » (il possède trois as) ou « trou royal » (il possède quatre as). Voir TROU, le trou ou trou royal est prépondérant sur toutes les autres propositions, il peut cependant être contré par la grande misère ou la grande misère sur table, que n'importe lequel des quatre joueurs peut annoncer.
2e tourLe premier joueur après le donneur, peut faire une annonce couleur ou il attend ou il passe. Un joueur propose une couleur et un des suivants peut l'emballer. Il devient alors le partenaire de l'annonceur de la couleur, et ils doivent à eux deux réaliser un minimum de huit plis. Ce contrat peut être dépassé par une autre proposition emballée par un autre joueur dans une couleur supérieure, à ce moment le nombre de plis minimum est toujours de huit. Par contre si la proposition annoncée est dans une couleur inférieure à celle annoncée précédemment, le nombre de plis à réaliser par les deux partenaires devra être supérieur d'un pli par rapport au nombre de plis de la couleur supérieure. Ce qui signifie qu'il peut y avoir surenchère, même nombre de plis dans une couleur supérieure, ou plus un pli dans une couleur inférieure. Le premier joueur qui a attendu lors de ce second tour ne peut plus faire aucune autre proposition, sauf devenir emballeur d'une proposition non-emballée des trois autres joueurs.
Lors de ce second tour, les joueurs qui ne font pas de proposition pour un emballage éventuel, doivent obligatoirement annoncer leur proposition pour jouer sans partenaire : Petite misère, Piccolissimo, Piccolo, Grande misère, Abondance, Solo-chelem.
3e tourUn joueur qui n'a pas passé ou attendu, et dont la proposition de couleur n'a pas été suivie d'un emballage ou encore s'il y a eu effectivement un emballage mais non-suivi d'effet après les surenchères, peut annoncer un Solo (six plis minimum). Il est possible qu'un autre joueur effectue une surenchère pour un autre Solo, soit parce que sa couleur est supérieure ou alors dans une couleur inférieure mais avec un pli de plus.
Si avant la proposition Solo, il y avait eu un emballage, ce dernier pourrait être réalisé pour autant que les partenaires de l'emballage proposent à ce moment un minimum de dix plis. Sinon c'est le Solo qui devient supérieur à l'emballage.
Un joueur ayant proposé une couleur au 2e tour et qui n'a pas été emballé a la possibilité au 3e tour de devenir emballeur dans une autre couleur inférieure ou supérieure.

## Définitions des termes et jeux possibles
AtoutLa couleur de l'atout est définie dans la proposition du joueur et la carte est prépondérante par sa valeur dans sa couleur, et sur toutes les valeurs des autres couleurs.
CouperSi un joueur n’a pas ou n'a plus la couleur demandée, il pourra ou bien couper (c.-à.-d. mettre un atout) ou bien mettre une autre carte de son choix (il n'est pas obligatoire de couper, il est donc possible de faire l'impasse). Si un joueur a coupé, il remporte le pli, à moins qu’un autre joueur surcoupe avec un atout de valeur supérieure.
AnnonceLors du deuxième tour, un des joueurs fait une annonce dans une couleur dans le but de rechercher un partenaire pour faire à eux deux un minimum de huit plis. Il est de coutume de penser que celui qui fait l'annonce a la possibilité de faire à lui seul cinq plis, son partenaire réalisant les trois autres plis (mais ceci n'est pas du tout une règle).
Dans le même ordre d'idées, le partenaire est censé avoir une carte de la couleur annoncée.
Si l'emballage est concrétisé, la couleur devient l'atout.
AttendLors du deuxième tour, le joueur qui est le premier après le donneur, a la possibilité d'attendre un tour complet avant de se décider à emballer un autre joueur qui a fait une annonce. Le joueur qui a attendu, n'a plus la possibilité de jouer un autre jeu que l'emballage ou de passer, toute autre proposition étant exclue.
PasseUn joueur qui n'a pas de jeu dans sa main, dit qu'il passe. Dès lors, il ne pourra plus faire aucun emballage ni jeu en solo.
EmballerAprès une annonce de couleur d'un autre joueur, il est donc possible d'emballer celui qui a fait la proposition et de devenir son partenaire pour faire au minimum huit plis à deux (ou plus suivant les surenchères). Seul l'emballeur peut faire la surenchère ou renoncer et laisser faire le jeu de l'autre proposition.
Trou et Trou royalUn des joueurs a trois as et il a annoncé trou, c'est le détenteur du quatrième as (dénommé le boucheur) qui va définir la couleur de l'atout (qui n'est pas nécessairement la couleur de son as).Le boucheur commence la partie. Il n'a pas l'obligation de démarrer par un atout, ni dans la couleur de son as.
Si un des joueurs a quatre as, il annonce Trou royal et il aura comme partenaire celui qui possède le roi de cœur (ou la dame de cœur... si le roi est déjà possédé par le joueur qui a les quatre as). L'atout est obligatoirement le cœur. Le boucheur entame la partie (sans obligation de commencer par le roi de cœur).
Dans les deux cas, Trou ou Trou Royal, le nombre de plis minimum à réaliser est de neuf.
Seule la Grande Misère ou la Grande Misère sur table ont la priorité sur le Trou ou Trou Royal. En dehors de cette exception le Trou ou Trou Royal se joue obligatoirement.
Contre
Les emballages et les Trous peuvent être contrés par un des adversaires. Dans ce cas, les points gagnés ou perdus seront doublés. Si un adversaire annonce un contre, il engage l'autre adversaire.
AbondanceCette proposition est annoncée au 2e tour. Le joueur devra alors réaliser en solo neuf plis dans la couleur qu'il définit et qui devient l'atout. C'est lui qui entame dans la partie. Un autre joueur peut annoncer une abondance de neuf plis dans une couleur supérieure ou plus un pli dans une couleur inférieure.
Solo-chelemLe solo-chelem est obligatoirement annoncé au 2e tour et le joueur s'engage à faire en solo les treize plis. Il n'y a pas d'atout.
Petite MisèreLe joueur s'engage a ne faire aucun pli (sur les douze). Il n'y a pas d'atout. Avant la partie, chaque joueur écarte une carte (face cachée), celle qu'il lui semble nuire à son jeu pour faire faire un pli à celui qui a proposé la petite misère. Un deuxième joueur peut également proposer une petite misère, chacun jouant pour soi.
Grande MisèreLe joueur s'engage à ne faire aucun pli (sur les treize). Il n'y a pas d'atout, et contrairement à la petite misère, aucune carte n'est écartée. Le joueur a la possibilité d'annoncer également Grande misère sur table, c'est-à-dire qu'après le premier pli et la première carte rentrée en vue du second pli, il devra déposer sur la table, au vu des autres joueurs, toutes ses cartes restantes (douze). La partie continue, chaque joueur adversaire de la grande misère orientant son jeu en bénéficiant de la vue des cartes étalées.
PiccolissimoSe joue en solo ou à deux (chacun pour soi), sans atout, l'annonceur(s) ne devant prendre que deux plis minimum et maximum, avec ses treize cartes.
PiccoloSe joue en solo ou à deux (chacun pour soi), sans atout, l'annonceur(s) ne devant prendre qu'un et un seul pli avec ses treize cartes.
SoloLe joueur ayant annoncé une couleur et n'ayant pas été emballé, ou encore le joueur qui avait fait une annonce emballée mais qui a été annulée par une surenchère, peut proposer de réaliser six plis minimum en solo. Un autre joueur peut réaliser un solo de six plis dans une couleur supérieure ou plus un pli dans une couleur inférieure, avec un maximum de huit plis (car au-delà il s'agirait d'une Abondance qui aurait dû être annoncée au deuxième tour d'enchère).
Remarque : Le joueur, étant parti en Solo, et ayant fait 9 plis ou plus n'est pas pénalisé, puisque son contrat est tout de même rempli. Cependant, les plis supplémentaires au huitième pli ne sont pas comptabilisés dans les points (pour la raison explicitée ci-dessus).

## Priorité et classement des annonces
Classement de la plus faible à la plus forte proposition.
1. Emballage.
2. Solo.
3. Petite Misère.
4. Solo huit plis sur Petite Misère.
5. Piccolissimo.
6. Piccolo.
7. Abondance.
8. Grande Misère.
9. Grande Misère sur Trou.
10. Grande Misère sur Table.
11. Grande Misère sur Trou sur Table.
12. Solo-Chelem.

Note : Trou ou Trou Royal doit toujours être joué en priorité, même s'il y a une Grande Misère ou Grande Misère sur table. En effet, il est trop simple d'annoncer un jeu de misère lorsque l'on sait où se trouvent les 4 as.

## Barème des points du Whist
Ce barème permet de vérifier à chaque partie si le comptage des points est correctement réalisé. En effet le total des points positifs doit toujours être égal au total des points négatifs. Le nombre de points attribués pour la réussite d'un contrat varie selon les régions et les clubs de whist.
Pour les jeux pouvant être joués en solo (mais éventuellement par deux joueurs chacun pour soi) il est prévu dans le barème, par exemple pour une petite misère:
- Seul. = points par le gagnant et les trois perdants, ou misère seule perdue
- 2 mis./2 gag. = deux misères avec deux gagnants.
- 2 mis./1 gag. = deux misères avec un seul gagnant.
- 2 mis./2 per. = deux misères avec deux perdues.
- 2 mis./1 per. = deux misères avec une seule perdue.

Depuis le 01/01/2020, la whist international fédération a décidé que la dernière partie d'un tournoi compterait toujours double. 
Cette règle sera appliquée pour la première fois au tournoi de Shanghai.
| Annonce                                      | Jeu gagné     | Jeu gagné     | Jeu gagné     | Jeu gagné     |               | Jeu perdu     | Jeu perdu     | Jeu perdu     | Jeu perdu     |
| Trou (9 plis)                                | Trou (9 plis) | Trou (9 plis) | Trou (9 plis) | Trou (9 plis) | Trou (9 plis) | Trou (9 plis) | Trou (9 plis) | Trou (9 plis) | Trou (9 plis) |
| -------------------------------------------- | ------------- | ------------- | ------------- | ------------- | ------------- | ------------- | ------------- | ------------- | ------------- |
| 9 plis                                       | 10            | 10            | -10           | -10           | 8 plis        | -14           | -14           | 14            | 14            |
| 10 plis                                      | 14            | 14            | -14           | -14           | 7 plis        | -18           | -18           | 18            | 18            |
| 11 plis                                      | 18            | 18            | -18           | -18           | 6 plis        | -22           | -22           | 22            | 22            |
| 12 plis                                      | 22            | 22            | -22           | -22           | 5 plis        | -26           | -26           | 26            | 26            |
| 13 plis                                      | 30            | 30            | -30           | -30           | 4 plis        | -30           | -30           | 30            | 30            |
| Emballage                                    |               |               |               |               |               |               |               |               |               |
| Juste                                        | 5             | 5             | -5            | -5            | -1 pli        | -7            | -7            | 7             | 7             |
| +1 pli                                       | 7             | 7             | -7            | -7            | -2 plis       | -9            | -9            | 9             | 9             |
| +2 plis                                      | 9             | 9             | -9            | -9            | -3 plis       | -11           | -11           | 11            | 11            |
| +3 plis                                      | 11            | 11            | -11           | -11           | -4 plis       | -13           | -13           | 13            | 13            |
| +4 plis                                      | 13            | 13            | -13           | -13           | -5 plis       | -15           | -15           | 15            | 15            |
| +5 plis                                      | 20            | 20            | -20           | -20           | -6 plis       | -17           | -17           | 17            | 17            |
| Solo (les plis au-delà de 8 ne comptent pas) |               |               |               |               |               |               |               |               |               |
| Juste                                        | 15            | -5            | -5            | -5            | -1 pli        | -21           | 7             | 7             | 7             |
| +1 pli                                       | 21            | -7            | -7            | -7            | -2 plis       | -27           | 9             | 9             | 9             |
| +2 plis                                      | 27            | -9            | -9            | -9            | -3 plis       | -33           | 11            | 11            | 11            |
| Petite misère                                |               |               |               |               |               |               |               |               |               |
| Seul.                                        | 18            | -6            | -6            | -6            | Seul.         | -18           | 6             | 6             | 6             |
| 2 mis./2 gag.                                | 9             | 9             | -9            | -9            | 2 mis./2 per. | -9            | -9            | 9             | 9             |
| 2 mis./1 gag.                                | 15            | -21           | 3             | 3             | 2 mis./1 per. | -21           | 15            | 3             | 3             |
| Solo 8 s/petite misère                       | 27            | -9            | -9            | -9            |               | -27           | 9             | 9             | 9             |
| Piccolissimo                                 |               |               |               |               |               |               |               |               |               |
| Seul.                                        | 21            | -7            | -7            | -7            | Seul.         | -21           | 7             | 7             | 7             |
| 2 pic./2 gag.                                | 10            | 10            | -10           | -10           | 2 pic./2 per. | -10           | -10           | 10            | 10            |
| 2 pic./1 gag.                                | 16            | -20           | 2             | 2             | 2 pic./1 per. | -20           | 16            | 2             | 2             |
| Piccolo                                      |               |               |               |               |               |               |               |               |               |
| Seul.                                        | 24            | -8            | -8            | -8            | Seul.         | -24           | 8             | 8             | 8             |
| 2 pic./2 gag.                                | 12            | 12            | -12           | -12           | 2 pic./2 per. | -12           | -12           | 12            | 12            |
| 2 pic./1 gag.                                | 18            | -24           | 3             | 3             | 2 pic./1 per. | -24           | 18            | 3             | 3             |
| Abondance                                    |               |               |               |               |               |               |               |               |               |
|                                              | 30            | -10           | -10           | -10           |               | -30           | 10            | 10            | 10            |
| Grande misère                                |               |               |               |               |               |               |               |               |               |
| Seul                                         | 36            | -12           | -12           | -12           | Seul          | -36           | 12            | 12            | 12            |
| 2 mis./2 gag.                                | 18            | 18            | -18           | -18           | 2 mis./2 per. | -18           | -18           | 18            | 18            |
| 2 mis./1 gag.                                | 30            | -42           | 6             | 6             | 2 mis./1 per. | -42           | 30            | 6             | 6             |
| … sur trou                                   | 42            | -14           | -14           | -14           |               | -42           | 14            | 14            | 14            |
| … sur table                                  | 48            | -16           | -16           | -16           |               | -48           | 16            | 16            | 16            |
| … sur trou/table                             | 54            | -18           | -18           | -18           |               | -54           | 18            | 18            | 18            |
| Solo chelem                                  |               |               |               |               |               |               |               |               |               |
|                                              | 60            | -20           | -20           | -20           |               | -60           | 20            | 20            | 20            |

## Variantes
Le jeu de Whist possède de nombreuses variantes. Les règles ci-dessus ne sont qu'une d'entre elles. Les variantes citées ci-dessous peuvent être introduites. On trouve également de nombreux autres barèmes. Lorsque vous jouez avec des joueurs que vous ne connaissez pas, pensez à vérifier les variantes utilisées.
Le Brimborion ou la RabroucheAprès un trou, on peut effectuer une donne ou un tour de donne de Brimborion. Le donneur distribue 17 cartes (6, 5, 6) aux autres joueurs et garde la dernière. Une fois la donne effectuée, les joueurs donnent chacun quatre cartes au donneur. Ce mode de jeu s'appelle aussi parfois Brin (abréviation de Brimbarion), Fontainebleau ou encore Rabrouche et la distribution des cartes peut aussi se faire selon (5,4,5,3) (ou encore (4,5,4,4) selon les régions). Les règles entre Brimbarion et Rabrouche sont cependant légèrement différentes, selon que les trois joueurs rendent 4 cartes chacun ou 5 cartes chacun. Dans ce deuxième cas, le joueur rend alors 3 cartes de son choix qu'il redistribue (aléatoirement) aux trois autres joueurs.
Misère généraleLorsque aucune annonce n'est faite, au lieu de redistribuer les cartes, on peut déclarer une misère générale (le terme peut varier) où le but est de ne pas faire certains plis. Selon les cas, il faudra éviter de faire le 6e et le 12e pli ou les 1er, 7e et 13e plis. D'autres variantes peuvent exister, comme par exemple "Les dames et le dernier pli", le but étant alors de ne prendre aucune dame et d'éviter le dernier pli.
Jeu blancLorsqu'un joueur ne possède ni figure (roi/dame/valet), ni as, il peut déclarer un jeu blanc. Les cartes sont redistribuées, par le même donneur ou le donneur suivant et le barème de la donne suivante peut être doublé.
Annonces tardivesLorsqu'il s'agit de battre une enchère inférieure, on autorise parfois l'annonce tardive d'une abondanceou d'une misère (par exemple, après un emballage contré par une misère, on peut autoriser l'un des emballés à annoncer une abondance).
TrouCertaines tables ne demandent que huit plis lorsque l'on bouche dans le quatrième as.
Plus de huit plis en soloCertaines tables comptent tous les plis réalisés en solo au lieu de se limiter à un maximum de 8 plis comptabilisés.
Abondance contre Grande MisèreOn trouve parfois que l'abondance à dix plis abat la grande misère. On peut trouver d'autres modifications dans la hiérarchie des enchères telles que le piccolissimo se trouvant entre le solo 6 et le solo 7 (et donc en dessous de la petite misère).
Piccolo / PiccolissimoCertaines tables ne jouent qu'avec le Piccolo, d'autres n'utilisent ni le Piccolo, ni le Piccolissimo.
Petit Chelem / Grand ChelemCertaines tables jouent aussi le Petit Chelem qui équivaut à faire seul 12 plis. Le Grand Chelem correspond à 13 plis fait en solo.